# East Peru (Iowa)
East Peru es una ciudad situada en el condado de Madison, en el estado de Iowa, Estados Unidos. Según el censo de 2010 tenía una población de 125 habitantes.

## Geografía
Según la Oficina del Censo de los Estados Unidos, la localidad tiene un área total de 2,42 km², la totalidad de los cuales 2,42 km² corresponden a tierra firme.

## Demografía
Según el censo de 2010, había 125 personas residiendo en la localidad. La densidad de población era de 51,65 hab./km². Había 51 viviendas con una densidad media de 21,07 viviendas/km². El 100% de los habitantes eran blancos.